# Jennifer Podemski

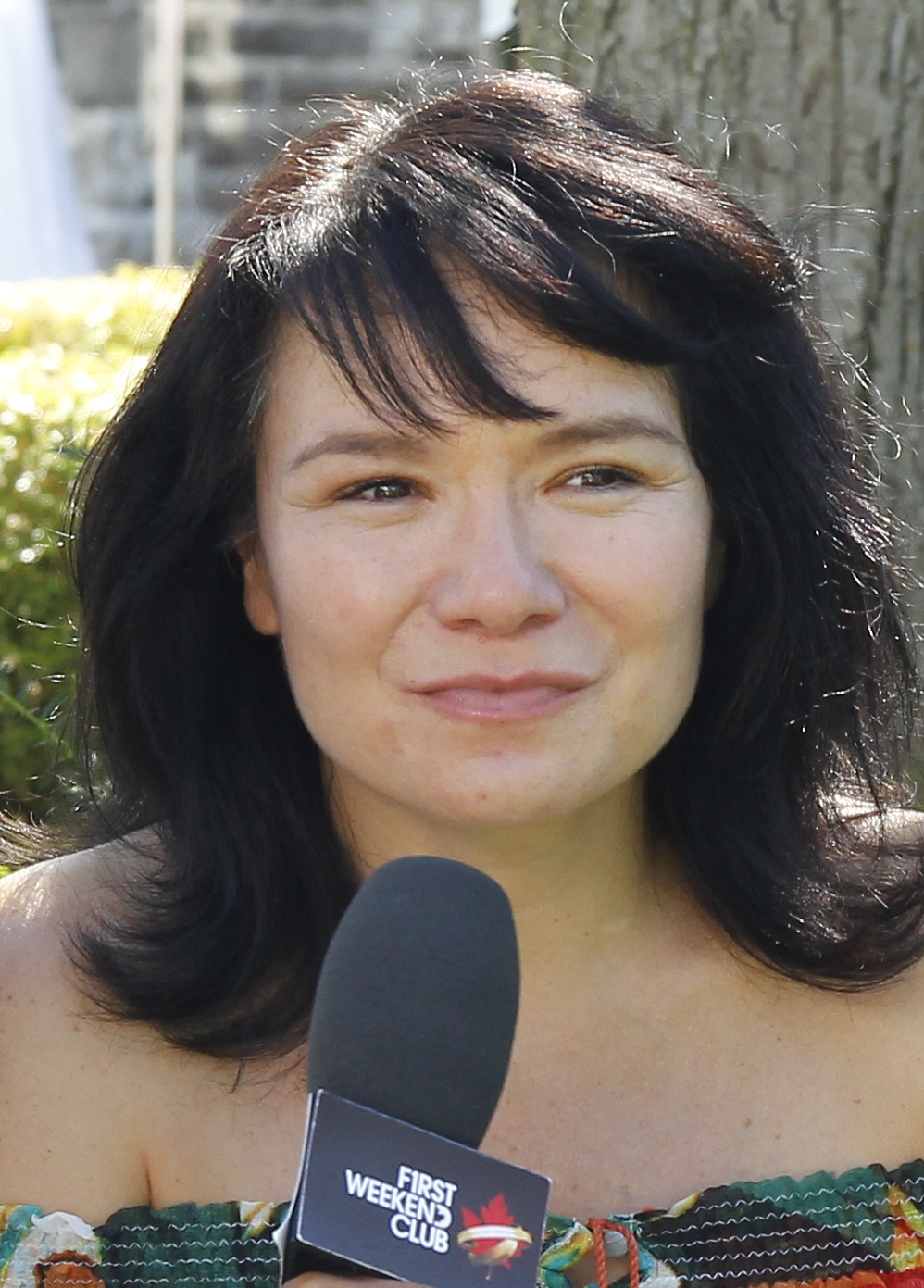
Jennifer Podemski (2014)

Jennifer Podemski (* 1974 in Toronto, Ontario) ist eine kanadische Schauspielerin und Filmproduzentin.

## Leben und Wirken
Ihr Vater stammt aus Israel, ihre Mutter ist Saulteaux. Ihre beiden Schwestern  Tamara und Sarah sind ebenfalls Schauspielerinnen. Podemski spielte ihre erste Filmrolle im Fernsehdrama Verschwörung des Schweigens aus dem Jahr 1991. Im Filmdrama Tanz mit einem Mörder (1994), in dem ebenfalls ihre Schwester Tamara auftrat, übernahm sie eine der größeren Rollen. Für ihren Auftritt in der Fernsehserie The Rez im Jahr 1996 wurde sie 1997 für den Gemini Award nominiert.
Im Jahr 1998 gründete Podemski gemeinsam mit Laura J. Milliken in Toronto das Produktionsunternehmen Big Soul Productions, welches einige Filme und drei Staffeln der Fernsehserie The Seventh Generation produzierte. Als Produzentin der seit dem Jahr 2003 ausgestrahlten Fernsehserie Moccasin Flats, in der sie ebenfalls eine der Rollen übernahm, erhielt sie 2006 die zweite Nominierung für den Gemini Award. Im Jahr 2004 gründete sie ihr eigenes Produktionsunternehmen Redcloud Studios.
Podemski engagiert sich in die Arbeit der kanadischen National Aboriginal Achievement Foundation als Organisatorin der Verleihung der National Aboriginal Achievement Awards.

## Filmografie (Auswahl)
- 1991: Verschwörung des Schweigens (Conspiracy of Silence)
- 1993: The Diviners
- 1994: Tanz mit einem Mörder (Dance Me Outside)
- 1996: Bogus
- 1998: Short for Nothing
- 1999: Spiel auf Leben und Tod (Mind Prey)
- 2001: She
- 2003: Bar Life
- 2003: Bliss – Erotische Versuchungen (Bliss)
- seit 2003: Moccasin Flats (Fernsehserie)
- 2003–2010: Degrassi: The Next Generation (Fernsehserie, 15 Folgen)
- 2006: One Dead Indian
- 2007: Moose TV (Fernsehserie)
- 2007, 2008: Rabbit Fall – Finstere Geheimnisse (Rabbit Fall, Fernsehserie, 2 Folgen)
- 2011: Take This Waltz
- 2013: Jimmy P. – Psychotherapie eines Indianers (Jimmy P. (Psychotherapy of a Plains Indian) / Jimmy P. (Psychothérapie d’un Indien des Plaines))
- 2013: Republic of Doyle – Einsatz für zwei (Republic of Doyle, Fernsehserie, 1 Folge)
- 2014: Sensitive Skin (Fernsehserie, 1 Folge)
- 2017: Private Eyes (Fernsehserie, 1 Folge)
- 2019: Cardinal (Fernsehserie, 4 Folgen)
- 2021: Departure (Fernsehserie, 5 Folgen)
- 2021–2023: Reservation Dogs (Fernsehserie, 3 Folgen)
- 2022: Rehab
- 2023: Accused (Fernsehserie, 1 Folge)